# قائمة المعالم الأثرية المصنفة في ولاية المنستير
تحتوي هذه المقالة قائمة المعالم الأثرية المصنفة في ولاية المنستير وهي المعالم والأماكن التاريخية المصنفة والمحمية من قبل المعهد الوطني للتراث في ولاية المنستير في تونس. تحتوي القائمة 7 مواقع.
| رمز المعلم | المدينة  | المعلم                                          | تاريخ التصنيف  | القرار               | صورة |
| ---------- | -------- | ----------------------------------------------- | -------------- | -------------------- | ---- |
| 52-1       | المنستير | قصر صقانس (يسمى أيضا متحف الحبيب بورقيبة)       | 29 يوليو 2002  | القرار عدد 2002-1730 |      |
| 52-2       | المنستير | رباط المنستير                                   | 13 مارس 1912   | القرار هنا           |      |
| 52-3       | المنستير | دار الحبيب بورقيبة                              | 15 يناير 1960  | القرار هنا           |      |
| 52-4       | المنستير | زاوية عمر مخلوف                                 | 16 نوفمبر 1928 | القرار هنا           |      |
| 52-5       | المنستير | رباط المنستير                                   | 3 مارس 1915    | القرار هنا           |      |
| 52-6       | المنستير | ضريح الإمام المازري                             | 16 نوفمبر 1928 | القرار هنا           |      |
| 52-7       | المنستير | الجامع الكبير بالمنستير (يسمى أيضا مسجد السيدة) | 16 نوفمبر 1928 | القرار هنا           |      |
| 52-8       | لمطة     | رباط لمطة                                       | 21 جانفي 2021  | القرار هنا           |      |

## مقالات ذات صلة
- قائمة المعالم الأثرية المصنفة في تونس
- المعهد الوطني للتراث
- ثقافة تونس
- تاريخ تونس

## روابط خارجية
- القائمة الرئيسية للمعالم التاريخية والأثرية المرتبة والمحمية للبلاد التونسية على موقع المعهد الوطني للتراث.